# Терехово (Ярославский район)
Терехово — деревня Ивняковского сельского поселения Ярославского района Ярославской области.

## География
Деревня расположена в окружении сельскохозяйственных полей и деревень Давыдовское, Гридино, Залесье, Тенино. В 260 метрах от деревни проходят железнодорожные пути.

## История
В 2006 году деревня вошла в состав Ивняковского сельского поселения образованного в результате слияния Ивняковского и Бекреневского сельсоветов.

## Население
| 2007 | 2010 |
| ---- | ---- |
| 24   | ↘18  |

### Историческая численность населения
По состоянию на 1859 год в деревне было 11 домов и проживало 85 человека.
По состоянию на 1989 год в деревне проживало 40 человек.

### Национальный и гендерный состав
Согласно результатам переписи 2002 года, в национальной структуре населения русские составляли 100 % из 16 чел., из них 8 мужчин, 8 женщин.
Согласно результатам переписи 2010 года население составляют 7 мужчин и 11 женщин.

## Инфраструктура
Основа экономики — личное подсобное хозяйство. По состоянию на 2021 год большинство домов используется жителями для постоянного проживания и проживания в летний период. Вода добывается жителями из личных колодцев. Имеется таксофон (около дома №12).
Почтовое отделение №150506, расположенное в деревне Бекренево, на март 2022 года обслуживает в деревне 50 домов. Дом №3А обслуживает почтовое отделение №150508, расположенное в селе Сарафоново.

## Транспорт
Поворот на деревню начинается с дороги «Ярославль-Углич» возле села Сарафоново на дорогу «Зяблицы — Тенино», в районе деревни Залесье начинается дорога «д. Залесье – д. Терехово – д. Давыдовское», где следующая деревня Терехово.